# 綾部町
綾部町（あやべちょう）は、京都府何鹿郡にあった町。現在の綾部市の中心部にあたる。

## 地理
- 山岳：四尾山
- 河川：由良川

## 歴史
- 1889年（明治22年）4月1日 - 町村制の施行により、綾部町・本宮町・本宮村・野田村・味方村・青野村・井倉村・井倉新町村・神宮寺村・綾中村・寺村、田野村、綾部村の区域をもって発足。
- 1950年（昭和25年）8月1日 - 中筋村・吉美村・山家村・西八田村・東八田村・口上林村と合併して綾部市が発足。同日綾部町廃止。

## 交通

### 鉄道路線
- 日本国有鉄道
  - 山陰本線
  - 舞鶴線
    - 綾部駅